# Władysław Pędziwol
Władysław Pędziwol (ur. 1 sierpnia 1910, zm. 10 kwietnia 1982) – działacz partyjny, radny Miejskiej Rady Narodowej, czwarty przewodniczący Prezydium Miejskiej Rady Narodowej Kłodzka w latach 1954–1958.

## Życiorys
Należał do pierwszych osadników polskich, którzy przybyli do Kłodzka w 1945. Należał do Polskiej Partii Robotniczej, a po jej połączeniu z Polską Partią Socjalistyczną pod koniec 1948 Polskiej Zjednoczonej Partii Robotniczej. W tym czasie był członkiem struktur miejskich obu partii politycznych.
Zasiadał w Miejskiej Radzie Narodowej. Na początku lat 50. XX wieku został członkiem władz powiatowych PZPR. Dzięki ich poparciu, został wybrany na przewodniczącego MRN w Kłodzku 4 czerwca 1954. Kandydował także w pierwszych powszechnych wyborach do MRN w Kłodzku, mających miejsce na jesień 1954. Nowo wybrana rada ponownie wybrała go na swojego przewodniczącego. W tym czasie miały miejsce narastające walki wewnątrz kłodzkiej PZPR. Ich efektem oraz przemian dziejących się w kraju po polskim październiku było odsuwanie dawnych działaczy okresu stalinowskiego. 16 grudnia 1956 odbyła się konferencja powiatowa PZPR, na której odwołano wielu lokalnych działaczy z kierownictwa komitetu powiatowego partii (w tym Władysława Pędziwola), tłumacząc to niewłaściwym realizowaniem linii partii w radach narodowych. Mimo to jeszcze przez dwa lata zdołał utrzymać się u władzy w mieście. Pod koniec jego rządów w 1958 rozpoczęto w Kłodzku wznosić pierwsze obiekty mieszkalne przy ul. Okrzei i Bohaterów Getta, po raz pierwszy po zakończeniu II wojny światowej. Rozpoczęto także budowę nowej gazowni na Ustroniu.